# Альбатреллус сливающийся
Альбатре́ллус слива́ющийся, также трутови́к сливающийся (лат. Albatréllus cónfluens), — вид грибов-базидиомицетов, входящий в род Альбатреллус семейства Альбатрелловые (Albatrellaceae).
Легко определяется по крупным розовато-бежевым плодовым телам с трубчатым гименофором, в окраске которого отсутствуют лимонно-жёлтые тона.
Широко распространённый в Евразии и Северной Америке вид, в Америке считается хорошим съедобным грибом со специфическим вкусом, в Европе ценится меньше, чем близкий родственник альбатреллус овечий.

## Описание

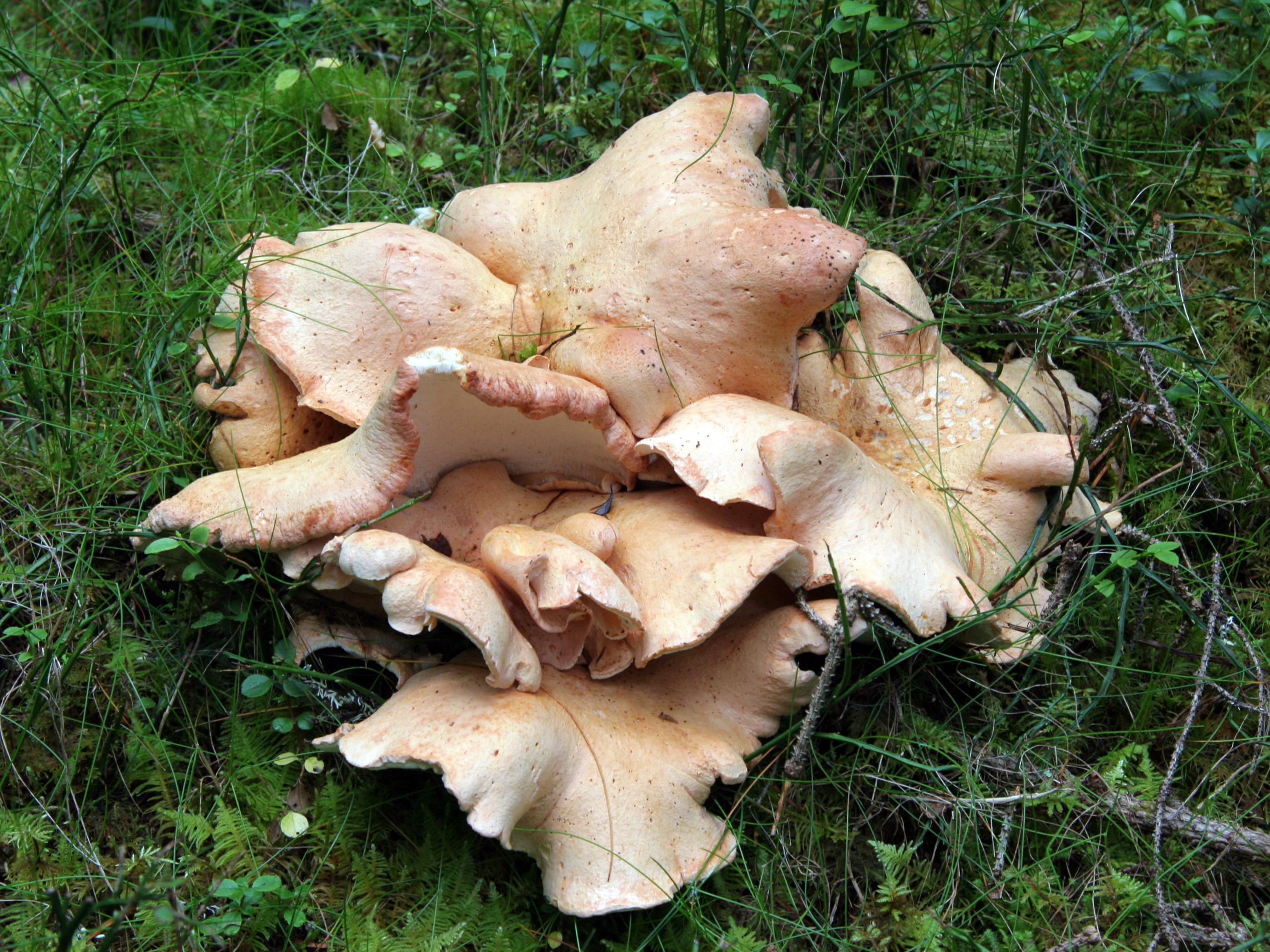

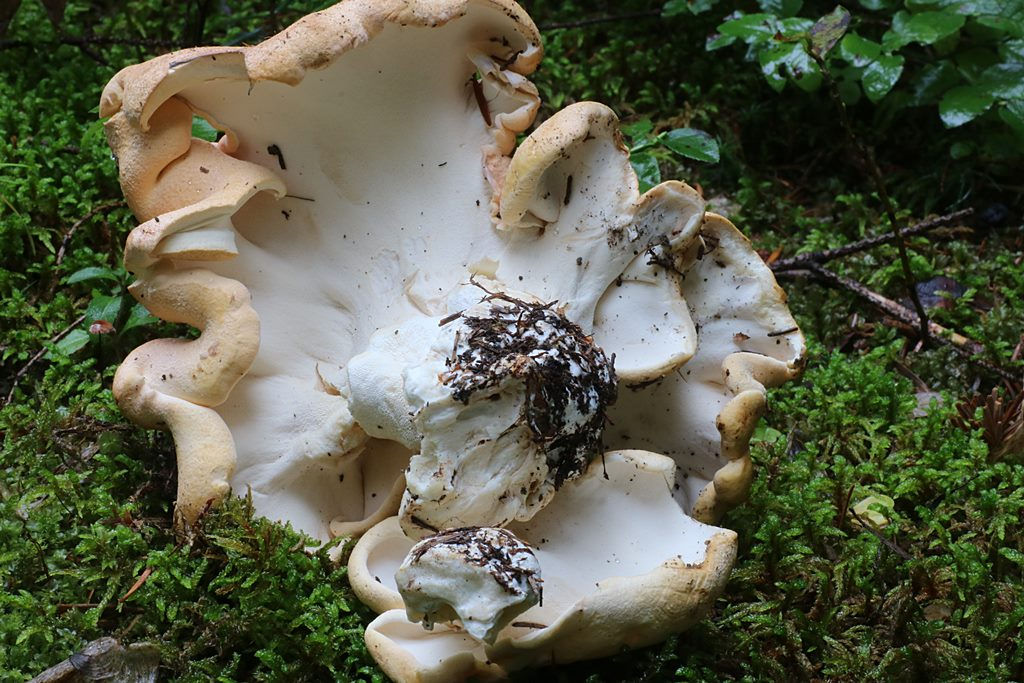

Плодовые тела шляпконожечные, однолетние, часто в виде нескольких шляпок на разветвлённой ножке. Шляпки от округлых до вееровидных или неправильно лопастевидных, до 11 см в наибольшем измерении и до 3 см толщиной, верхняя поверхность розовато-бежевая, при подсыхании лососёво-розовая, с возрастом часто растрескивающаяся на отдельные участки.
Гименофор трубчатый, кремового цвета, при высыхании становится лососёво-розовым. Поры от округлых до угловатых, по 3—5 на миллиметр, с толстыми перегородками.
Ножка центральная до боковой, кремовая или розовато-бежевая, голая, при высыхании лососёво-розовая, морщинистая, до 8,5 см длиной.
Мякоть мягкая и мясистая, кремовая, при высыхании розовато-желтовато-коричневая, при высыхании жёсткая, смолистая, часто с приятным запахом, со своеобразным капустным вкусом и горьким послевкусием.
Гифальная система мономитическая. Цистиды отсутствуют. Базидии четырёхспоровые, булавовидные, 20—30×6—7,5 мкм. Споры яйцевидные или эллиптические, неокрашенные, 4—5×2,5—3,5 мкм.

## Значение
Съедобный гриб, обладает специфическим горьковатым вкусом, в Европе собирается сравнительно редко. В Северной Америке ценится выше, считается грибом хорошего качества со своеобразными вкусом и консистенцией.
В 1948 году в Японии из плодовых тел гриба выделен грифолин — соединение терпеноидной природы, обладающее антибиотической активностью. Также в опытах с крысами было показано свойство грифолина снижать содержание холестерина в крови.
В 1992 году в Японии в плодовых телах и мицелии трутовика сливающегося обнаружены полисахариды с противоопухолевыми свойствами.

## Экология и ареал
Встречается на земле в хвойных лесах, по всей видимости, образуя микоризу. Изредка отмечен и в лиственных лесах.
Обладает циркумбореальным ареалом, совпадающим с ареалом основных родов хвойных.

## Синонимы
- Albatrellopsis confluens (Alb. & Schwein.) Teixeira, 1993
- Boletus artemidorus Lenz, 1830
- Boletus aurantius Schaeff., 1774
- Boletus confluens Alb. & Schwein., 1805 : Fr., 1821basionym non Boletus confluens Schumach., 1803, q. e. Coltricia perennis (L. : Fr.) Murrill, 1903
- Boletus nitens J.F.Gmel., 1792
- Caloporus confluens (Alb. & Schwein.) Quél., 1888
- Caloporus politus (Fr.) Quél., 1886
- Cladomeris confluens (Alb. & Schwein.) Quél., 1886
- Merisma confluens (Alb. & Schwein.) Gillet, 1878
- Polypilus confluens (Alb. & Schwein.) P.Karst., 1881
- Polyporus artemidorus (Lenz) Fr., 1838
- Polyporus confluens (Alb. & Schwein.) Fr., 1821
- Polyporus laeticolor (Murrill) Sacc. & D.Sacc., 1905
- Polyporus pachypus Pers., 1825
- Polyporus politus Fr., 1836
- Polyporus whiteae (Murrill) Sacc. & D.Sacc., 1905
- Scutiger confluens (Alb. & Schwein.) Bondartsev & Singer, 1941
- Scutiger confluens f. politus (Fr.) Bondartsev, 1953
- Scutiger laeticolor Murrill, 1903
- Scutiger whiteae Murrill, 1903